# La tragedia di un uomo ridicolo
La tragedia di un uomo ridicolo è un film del 1981, diretto da Bernardo Bertolucci.
Presentato in concorso al Festival di Cannes 1981, valse a Ugo Tognazzi il premio per la migliore interpretazione maschile: rappresenta l'apice del suo successo di critica, negli stessi anni in cui aveva raggiunto anche quello di pubblico con le fortunate trilogie di Amici miei e Il vizietto.

## Trama
Primo Spaggiari è un piccolo industriale caseario parmense. Di origine contadina e non andato oltre le elementari, si è fatto col suo lavoro. Sua moglie Barbara, invece, è una donna raffinata di origine francese. Un giorno il loro figlio Giovanni viene rapito e sequestrato da un gruppo di terroristi e Primo deve raggranellare un miliardo per il riscatto. Intanto il caseificio di cui è proprietario è colpito da una grave crisi economica.
Nella vicenda intervengono una giovane operaia, Laura, fidanzata di Giovanni, e un prete operaio, Adelfo, che sanno molto sul rapimento. Da loro, l'industriale viene a sapere che suo figlio è morto. Primo però continua a raccogliere i soldi, aiutato in questo dalla moglie, per salvare la sua seconda creatura: il caseificio, sull'orlo del fallimento.
Seguendo le indicazioni di una lettera falsa, scritta dalla fidanzata di Giovanni, la coppia deposita il miliardo nel luogo indicato. La ricomparsa improvvisa di Giovanni fa sì che il miliardo alla fine venga investito proprio nel caseificio, trasformato in società cooperativa, sotto il controllo degli operai.

## Produzione

### Riprese
Le riprese si svolsero tutte a Parma e nella sua provincia, ad eccezione degli esterni del caseificio e dell'allevamento suinicolo, che vennero realizzati in provincia di Cremona presso la Latteria Sociale di Piadena. Una scena in caseificio mostra l'arrivo del latte ("ricevimento") e la sua distribuzione nelle vasche di acciaio inox per consentire l'affioramento della panna.
Fra le vedute del film spiccano quelle delle colline parmensi e del Castello di Torrechiara.

## Critica
(Paolo Mereghetti)

## Riconoscimenti
- 1981 - Festival di Cannes
  - Premio per la migliore interpretazione maschile (Ugo Tognazzi)
- Nastro d'argento
  - Miglior attore protagonista (Ugo Tognazzi)